# 托叶龙芽草
托叶龙芽草（学名：Agrimonia coreana）为蔷薇科龙芽草属下的一个种。

## 扩展阅读
- 維基物種上的相關：托叶龙芽草